# Alonso Martínez de Leiva
Niektóre z zamieszczonych tu informacji wymagają weryfikacji.
Dokładniejsze informacje o tym, co należy poprawić, być może znajdują się w dyskusji tego artykułu.
 Po wyeliminowaniu niedoskonałości należy usunąć szablon {{Dopracować}} z tego artykułu.

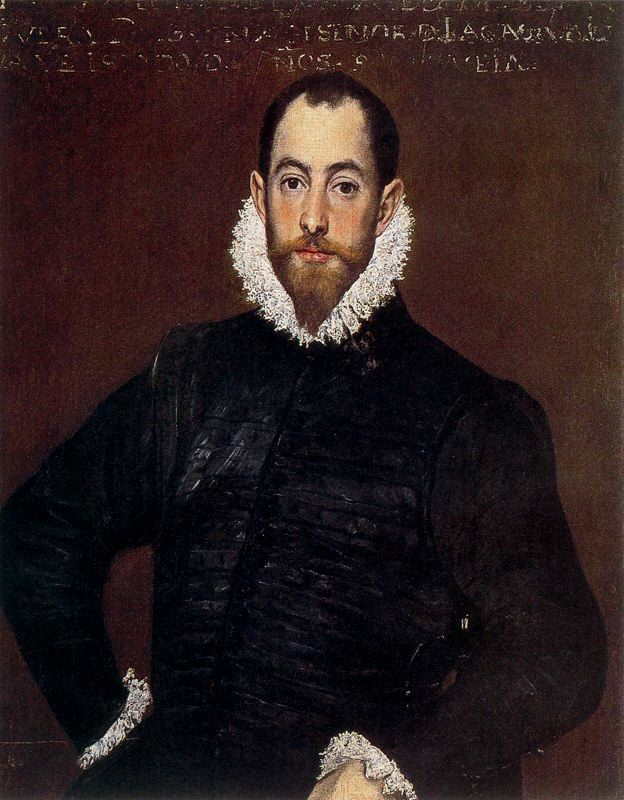
Mężczyzna z domu Leiva, El Greco

Alonso Martínez de Leiva lub Leyva (ur. ok. 1544, zm. 28 października 1588 nieopodal Lacada Point, hrabstwo Antrim, Ulster) – hiszpański XVI-wieczny szlachcic, faworyt króla Filipa II i kawaler zakonu Santiago. Jeden z dowódców Wielkiej Armady, zginął w katastrofie morskiej podczas powrotu z wyprawy.
Posiadał doświadczenie wojskowe zarówno na morzu, jak i na lądzie. Walczył przeciwko powstańcom niderlandzkim w początkowej fazie wojny osiemdziesięcioletniej, na morzu dowodził galerami sycylijskimi. Jako dowódca floty brał udział w zajęciu Portugalii (1580), później dowodził jazdą mediolańską. W 1587 roku został oficjalnym dowódcą sił desantowych Wielkiej Armady; w tajnym dokumencie król Filip II wyznaczył de Leivę następcą księcia Medina-Sidonia na wypadek śmierci tego ostatniego (z pominięciem Juana Martineza de Recalde). Okrętem flagowym de Leivy była „La Rata Santa María Encoronada”, wchodząca w skład eskadry lewantyńskiej.
Chociaż Alonso Martínez de Leiva nie zajmował we flocie Armady żadnej funkcji, książę Medina-Sidonia powierzył mu dowodzenie eskadrami awangardy. W czasie kampanii de Leiva wykazał się dużą inicjatywą i odwagą. Podczas odwrotu jego okręt zatonął w zatoce Blacksod w hrabstwie Mayo. De Leiva przeniósł swoją załogę na pokład „Duquesna Santa Ana”, ale i ten okręt zatonął u wybrzeży hrabstwa Donegal. Rozbitkowie z dwóch okrętów pod dowództwem de Leivy znaleźli trzeci statek, galeas „La Girona”, na którym postanowili popłynąć do neutralnej Szkocji. 28 października „La Girona” rozbiła się na skałach u stóp 120-metrowego klifu Lacada Point w hrabstwie Antrim. Wśród 1300 ofiar katastrofy znalazł się też Alonso Martínez de Leiva.